# Wael al-Halki

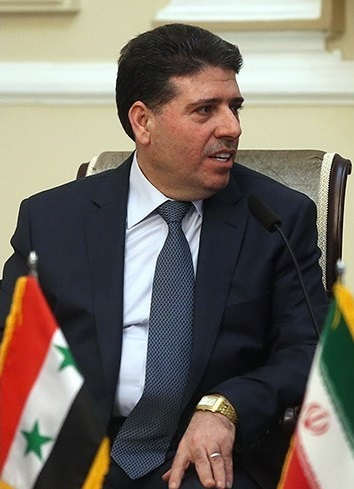
Wael al-Halki in der iranischen Hauptstadt Teheran

Wael Nader al-Halki (arabisch وائل نادر الحلقي, DMG Wāʾil Nādir al-Ḥalqī, * 1964 in Dschasim, Dar'a) ist ein syrischer Politiker sunnitisch-islamischen Glaubens. Von 2012 bis 2016 war er Ministerpräsident Syriens.
Wael al-Halki studierte Medizin, Gynäkologie und Geburtshilfe an der Universität Damaskus. Vom 14. April 2011 bis 2012 diente er als Gesundheitsminister. Am 9. August 2012 wurde er als Nachfolger von Riyad Farid Hidschab bzw. dessen Übergangsnachfolger Omar Ghalawandschi Ministerpräsident unter Präsident Baschar al-Assad. Seine Nachfolge trat Emad Chamis im Juni 2016 an.
Er ist ein führendes Mitglied der Baath-Partei sowie deren Regierungskoalition, der Nationalen Fortschrittsfront.